# Шаджюс, Римантас
Римантас Шаджюс (лит. Rimantas Šadžius; род. 8 октября 1960, Вильнюс) — литовский и европейский государственный деятель, политик, член Социал-демократической партии Литвы, министр финансов Литвы в 2006—2008, 2013—2016 годах и с 2024 года; в 2016—2022 годах — аудитор Европейской счётной палаты. С 4 августа 2025 года — исполняющий обязанности премьер-министра Литвы.

## Биография
Родился в Вильнюсе, Литовская ССР, в 1960 году. В 1978 году окончил 23-ю среднюю школу в Вильнюсе. Призер Всесоюзной олимпиады юных химиков (СССР).
Окончив школу с золотой медалью, поступил на химический факультет Московского государственного университета, который окончил с отличием в 1983 году. После окончания университета продолжил обучение в аспирантуре. В период обучения принимал активное участие в деятельности студенческих строительных отрядов, проявил организаторские способности.
Вернувшись в Литву, в 1989—1999 годах работал на кафедре теоретической физики физического факультета Вильнюсского университета. Его научные интересы относились к проблемам квантовой механики, квантовой химии, физики твердого тела. Опубликовал ряд научных работы в литовской и международной научной печати.
Со второй половины 1990-х годов занимался изданием научной (в основном физико-математической) литературы. В 1994—2001 гг. перевёл с русского на английский Литовский физический сборник, английская версия которого вышла в США. В 1999—2003 гг. работал редактором в издательстве научной литературы. Участвовал в подготовке английского издания «Энциклопедии физики твердого тела» российских и украинских учёных, которое вышло в свет в 2004 году в издательстве Elsevier.

В тот же период организовал частную консалтинговую фирму в области налогового права и бухгалтерского учёта, которой руководил с 1996 по 2003 год. 

Интерес к праву подтолкнул Шаджюса к необходимости получения получению академического юридического образования. В 2002 году, закончив заочное обучение на юридическом факультете Вильнюсского университета, он получил специальность юриста и квалификационную степень магистра права.
В 2009—2012 годах преподавал государственные финансы в Литовском университете образовательных наук. В тот же период работал в академическом издательстве.

Разнообразный жизненный опыт и полученное образование способствовали Римантасу Шаджюсу в его политической карьере и на государственной службе.
Свободно владеет русским, английским, немецким, польским языками, а также французским языком.

## Политическая карьера
Римантас Шаджюс являлся членом Демократической рабочей партии Литвы с момента её основания в 1989 году, а после её реорганизации стал членом Социал-демократической партией Литвы, в которой состоит неизменно. Ещё в 1990-х годах активно участвовал в партийной жизни. С 2004 года занимал различные государственные посты:
- В 2003—2004 годах — заместитель министра социального обеспечения и труда Литвы.
- В 2004—2006 годах — заместитель министра здравоохранения Литвы.
- В 2006—2007 годах — заместитель министра финансов Литвы.
- В 2007—2008 и в 2013—2016 годах — министр финансов Литвы[2] .

В период руководства Министерством финансов Римантас Шаджюс в 2013 году являлся Председателем Совета по экономическим и социальным вопросам (ЭКОФИН) Европейского союза. Будучи министром финансов Литвы по должности входил в Совет управляющих Европейского инвестиционного банка. Под его руководством финансовые органы Литвы успешно осуществили подготовку к вступлению Литвы в еврозону и с 1 января 2015 года на территории Литвы был введен Евро.
С 16 июня 2016 года Римантас Шаджюс занял пост аудитора от Литвы в Европейской счётной плате (ECA).
12 декабря 2024 года он был вновь назначен министром финансов Литовской республики. После отставки кабинета министров 4 августа 2025 года стал исполнять обязанности главы ведомства до назначения нового правительства, а также был назначен временным премьер-министром страны.

## Семья
Римантас Шаджюс женат, имеет детей. Жена Даля. Дочь Кристина (1996) — провизор, закончила Литовский университет наук о здоровье. Сын Алмантас (2005) — студент.

## Награды
- Офицерский крест ордена Витовта Великого — 2015[7].

## Интересные факты
Уже до своего четвертого назначения, Римантас Шаджюс занимал пост Министра финансов Литвы дольше всех в современной истории — 5 лет и 27 дней. Ближайший «преследователь» Гинтаре Скайсте занимала этот пост лишь 4 года и 15 дней.